# Kidira
Kidira ist eine Gemeinde im Osten des Senegal. Sie liegt im Département Bakel in der Region Tambacounda.

## Geographische Lage
Kidira liegt im Osten des Senegal am Grenzfluss Falémé. Zu dem Nachbarort Diboli jenseits der Grenze zu Mali führen zwei Brücken, eine Straßenbrücke und eine Eisenbahnbrücke. Die Stadt liegt rund 600 km östlich der Hauptstadt Dakar. Kidira ist neben Bakel und Diawara die dritte Stadt im Département Bakel.

## Klima
Durch die aus östlicher Richtung wehenden Harmattan-Winde steigen die Temperaturen von März bis Juni auf bis zu 40 °C. Anschließend bringt der Südwestmonsun die Regenzeit im August und September. In den Wintermonaten herrschen mit durchschnittlich 23 °C gemäßigtere Temperaturen. Die starken Ostwinde tragen erheblich zur Bodenerosion in der Region bei.

## Verwaltungsgliederung und Bevölkerung
Kidira wurde am 14. Juli 2008 zur Gemeinde (commune) ernannt und besteht aus den Siedlungen Kidira, Sinthiou Dioyé, Diboly und Bocar. 50 % der Bevölkerung sind Jugendliche, der Frauenanteil überwiegt. Die Menschen gehören den Volksgruppen der Peulh, Bambara, Soninké, Maure und Wolof an. Die Volkszählung 2013 ergab für die Stadt die Einwohnerzahl 10.065.
Bürgermeister ist Demba Thiam von der Alliance pour la république (APR), der nach der Wahl am 14. Juli 2014 den bisherigen Amtsinhaber Mamadou Diallo von der Parti Démocratique Sénégalais (PDS) ablöste.

## Verkehr und Infrastruktur
Als regional wichtiger Verkehrsknotenpunkt liegt Kidira an der Nationalstraße N 1, die Dakar in westöstlicher Richtung über Tambacounda mit der Grenze zu Mali verbindet, sowie an der N 2, die von Pout im Westen über Saint-Louis auf einer nördlichen Route nach Kidira führt. Zudem ist der Bahnhof Kidira Grenzstation zu Mali an der Bahnstrecke Dakar–Niger.
In Kidira befinden sich Posten der Gendarmerie, der mit einer Einwanderungsbehörde vergleichbaren Direction de le police de l’air et des frontiéres (DPAF), der Zollbehörde sowie ein Gesundheitszentrum und ein Postamt. Es existieren verschiedene Schulen, Ausbildungszentren und Kindergärten.

## Partnerschaften
Mit der baden-württembergischen Gemeinde Pfinztal ist Kidira seit 2012 durch eine Projektpartnerschaft verbunden, die von der dortigen Naturfreunde-Ortsgruppe im Ortsteil Berghausen initiiert wurde.